# Dystrykt Buner
Dystrykt Buner (paszto: د بونیر ولسوالی) – dystrykt w północnym Pakistanie w prowincji Chajber Pasztunchwa. W 1998 roku liczył 506 048 mieszkańców (z czego 50% stanowili mężczyźni) i obejmował 55 860 gospodarstw domowych. Siedzibą administracyjną dystryktu jest Daggar.